# Giulio Campi

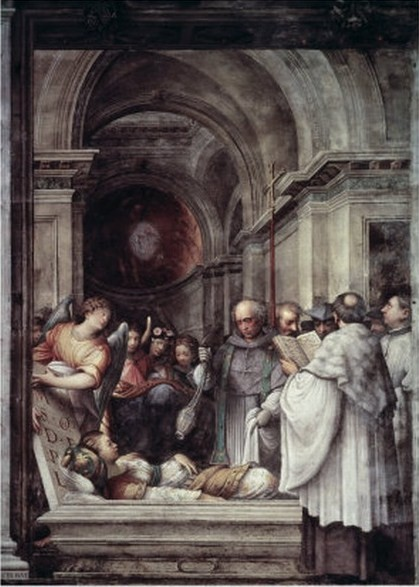
Entierro de Santa Águeda

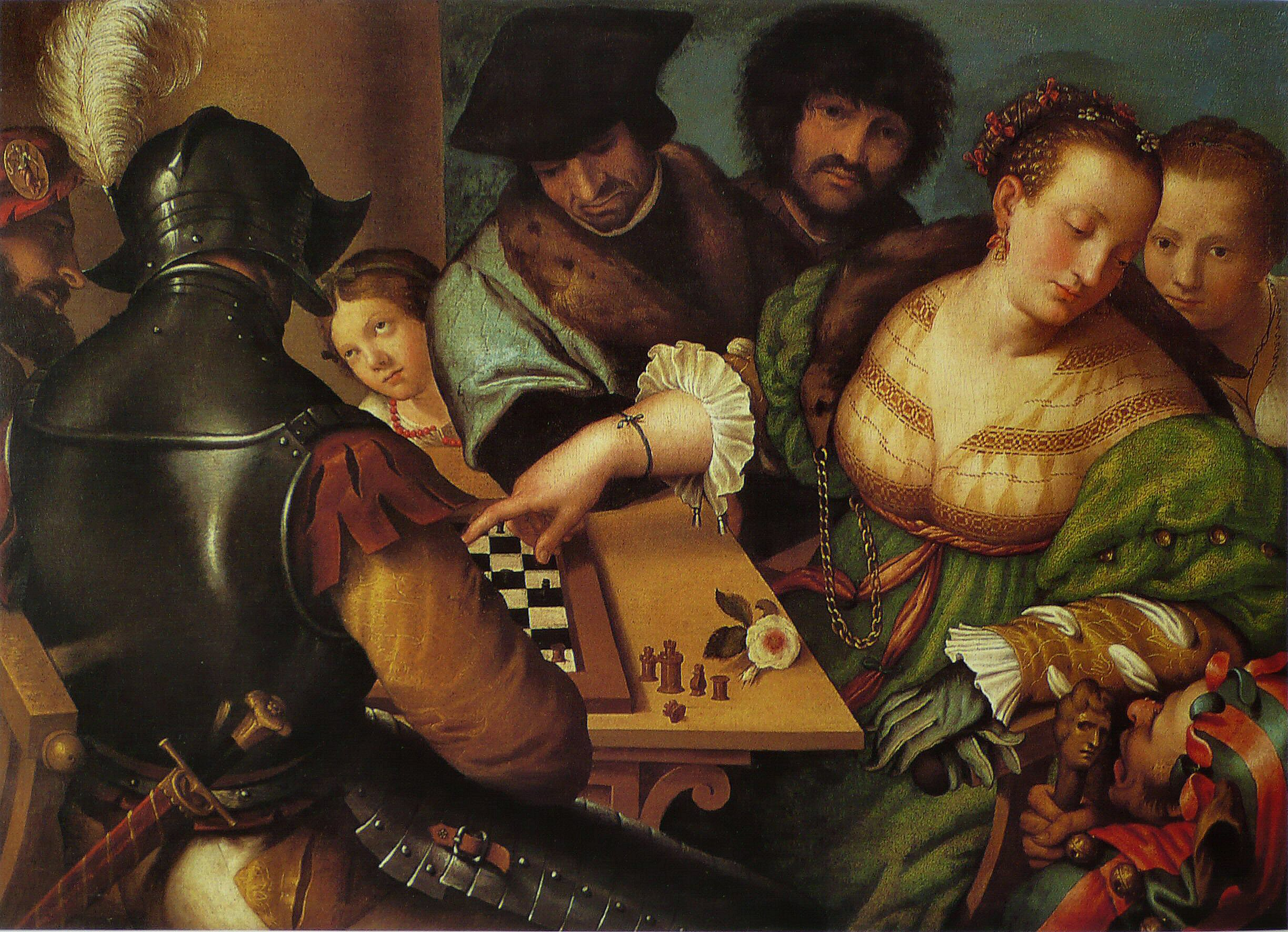
Juego de ajedrez

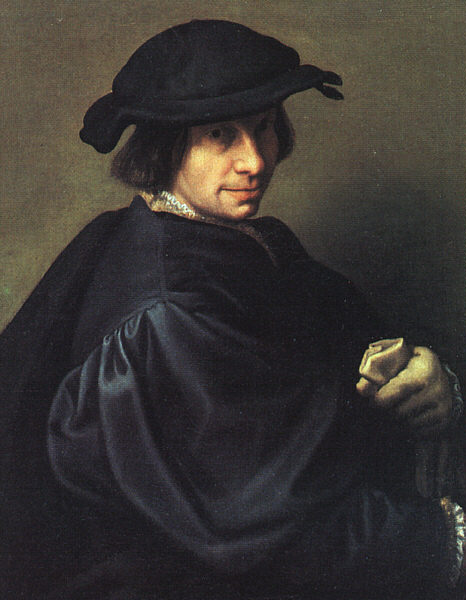
300px1Retrato de Galeazzo Campi, padre del artista

Giulio Campi (Cremona, 1508 - Cremona, 5 de marzo de 1573), pintor y arquitecto italiano del Renacimiento tardío, adscrito al estilo manierista.

## Biografía
Hijo del también pintor Galeazzo Campi, probablemente se formó en el taller paterno. Aquí adquirió un estilo algo arcaico, de cariz quatrocentista, que se encargaría de desarrollar en los siguientes años. Mantuvo una larga rivalidad con Camillo Boccaccino por la supremacía en la pintura cremonesa. A pesar de esto, el estilo más avanzado de Camillo le influyó en buena medida.
Sus primeras obras (Virgen con el Niño con San Nazario y San Celso, 1527), son piezas sombrías y conservadoras, de escasa gama cromática. Posteriormente se pondrá al día de las últimas creaciones de los artistas emilianos, de la obra de Parmigianino y Rafael. Campi conjugará estas innovaciones en un estilo ecléctico, aunque sin verdadera fuerza creadora. Sus frescos en Santa Ágata (1537) son una mezcolanza de los estilos de Pordenone y Romanino, que demuestran su conocimiento de la actualidad pictórica de su siglo, aunque no su talento.
Sólo en los frescos de la bóveda de San Segismondo (1557-1559) con el Pentecostés se revelará Campi como un creador efectivo. Las figuras están hechas a partir de atrevidos escorzos (sotto-in-su) y alcanzan una gran brillantez. Sin embargo, bebe de fuentes perfectamente conocidas: los apóstoles de Correggio en el Duomo de Parma y las Bodas de Psiqué de Giulio Romano en el Palazzo del Te. Probablemente los frescos ejecutados por Camillo Boccaccino en la misma iglesia le sirvieron de acicate para superarse a sí mismo. Como dato complementario, cabe añadir el más que probable viaje de Campi a Roma en mitad de la década de 1550, donde pudo conocer las últimas obras ejecutadas allí por otros maestros.
Giulio siguió trabajando dentro de los parámetros de la maniera en su última época, pero ya sin vestigio alguno de originalidad, reduciendo su arte a la aplicación de una serie de fórmulas aprendidas y ejecutadas cuasi mecánicamente. A su muerte, el taller familiar siguió funcionando bajo la dirección de sus hermanos menores, Antonio, Vincenzo y Bernardino Campi. Uno de sus discípulos fue Antonio Maria Viani.

## Obras destacadas
- Virgen con el Niño con San Nazario y San Celso (1527, San Abbondio, Cremona)
- Natividad con santos (1530, Pinacoteca di Brera, Milán)
- Tañedor de mandolina (1530, Uffizi, Florencia)
- Virgen con San Francisco y Santa Catalina de Alejandría y el Marqués Stampa como donante (1530, Pinacoteca di Brera, Milán)
- Frescos de Santa Maria delle Grazie (1530, Soncino)
- Retrato de caballero con ceñidor rojo (1530, The Royal Collection)
- Retrato de anciano (Cleveland Museum of Art)
- Retrato de hombre (Museo del Hermitage, San Petersburgo)
- Presentación en el Templo (Museo Diocesano, Milán)
- Juego de ajedrez (1530, Museo Civico Arte Antica, Turín)
- Alegoría de la Vanidad (1530-40, Museo Poldi Pezzoli, Milán)
- Retrato de Galeazzo Campi, padre del artista (1535, Uffizi, Florencia)
- Frescos de Santa Ágata (1537, Cremona)
  - Escenas de la Vida de Santa Agüeda
- Juicio de Salomón (Palacio Ducal, Mantua)
- Frescos de los transeptos de San Sigismondo (1539-42, Cremona)
  - Doctores de la Iglesia
- Frescos de Santa Margherita (1547, Cremona)
  - Jesús y los doctores del Templo
  - Entrada de Cristo en Jerusalén
  - Crucifixión
  - Escenas de la Vida de la Virgen
  - Escenas de la Vida de Cristo
- Retrato de Ottavio Farnese (1551, Museo Civico, Piacenza)
- San Carlos Borromeo instituye los cursos de la doctrina cristiana (San Francisco da Paola, Milán), realizado junto a su hermano Antonio Campi.
- Frescos de la bóveda de San Sigismondo (1557-59, Cremona)
  - Pentecostés
- Crucifixión (1560, Santa Maria della Passione, Milán)
- Santos Felipe y Santiago (1565, San Sigismondo, Cremona)
- San Lorenzo (1565, Catedral de Alba)
- Frescos del presbiterio de Santa Maria de Campagna (1573, Piacenza), inconclusos a su muerte.
- Frescos de San Abbondio (1573, Cremona), inconclusos a su muerte.